# Ĺ
Ĺ ĺ ist ein Graphem des slowakischen Alphabets. Es besteht aus einem L mit Akut. Wie auch in anderen slawischen Sprachen können im Slowakischen die Liquide r und l Silben bilden, d. h. die Funktion eines Vokals übernehmen. Eine Eigenheit des Slowakischen ist, dass die Liquide hier in silbenbildender Stellung – ganz wie Vokale – lang oder kurz sein können. Lange Vokale und so auch lange r und l werden durch einen Akzent gekennzeichnet.

## Darstellung im Computer
Die beiden Zeichen sind im Zeichensatz ISO-8859-2 an Position 197 (Großbuchstabe) und 229 (Kleinbuchstabe) enthalten. Sie sind außerdem im Unicode-Block Lateinisch, erweitert-A an den Codepunkten U+0139 (Großbuchstabe) und U+013A (Kleinbuchstabe) enthalten.